# Winchesterský tropář
Winchesterský tropář je zřejmě nejstarší hudební sborník dvojhlasých skladeb v Evropě, společně s rukopisem ze Chartres, který vznikl ve stejné době, či o něco později.

## Popis
Tropář sestává ze dvou anglických rukopisů datovaných kolem roku 1000. Jeden svazek se nachází v Oxfordu, v Bodleyově knihovně (MS Bodley 775), druhý se nachází na univerzitě Corpus Christi v Cambridgi (MS473), nicméně obě byly původně sepsány a používány ve winchesterské katedrále.
Druhý z rukopisů obsahuje přes 160 příkladů dvojhlasých organ (organum duplum), snad díla Wulfstana Kantora, ačkoli je možné, že ten není jejich autorem, neboť spis byl dokončen až po jeho smrti.
Označení tropář poukazuje na poměrně běžnou středověkou praxi slučování dodatečných částí, neboli tropů ke cantu planu či cantoplanové části, čímž byly uzpůsobené pro speciální příležitost nebo svátek.
Rukopis je významný také tím, že obsahuje liturgické drama Quem quaeritis s hudbou. Jedná se o nejstarší středověké hudební drama, které se dochovalo a obsahuje i další významné skladby z počátku 10. století.

## Notace
Po dlouhou dobu nebylo jasné, jak se hudba obsažená v tomto tropáři zpívá, neboť poskytuje pouze náznaky o výšce a trvání not. To je dáno tím, že používá obsahuje systém hudební notace známý jako neumy. Nicméně výzkumy Andrease Holschneidera, shrnuté v pojednání Die Organa von Winchester z roku 1968, či pozdějšími studiemi (po roce 1990) od Maríi Berry, Christophera Page, profesorky Susan Rankinové a dalších, umožnily interpretaci této hudby. (Nedávno bylo natočeno CD s vánočními skladbami z tropáře, nazvané "Christmas in Royal Anglo-Saxon Winchester". Existuje pod označením Herald AV Publicaciones, HAVPCD151. Skladby nazpívala Schola Gregoriana z Cambridge vedená Maríou Berry). Profesorka Rankinová nedávno editovala faksimile rukopisu z Cambridge s rozsáhlým úvodníkem, v němž detailně popisuje, jak winchesterské spisy a jaký je jejich účel, a zároveň komplexně vysvětluje notaci i další skladebné principy organa.